# Scorzoneroides autumnalis
Il dente di leone ramoso (nome scientifico Scorzoneroides autumnalis (L.) Moench, 1794) è una specie di pianta angiosperma dicotiledone della famiglia delle Asteraceae.

## Etimologia
Il nome generico (Scorzoneroides) è composto dall'unione di due voci: quella del nome del genere botanico Scorzonera L. e la parola greca eidos (= simile di aspetto); significa quindi simile alla Scorzonera. L'epiteto specifico (autumnalis) fa riferimento all'epoca della sua fioritura.

Il binomio scientifico di questa pianta inizialmente era Leontodon autumnalis, proposto dal botanico Carl von Linné (1707 – 1778) biologo e scrittore svedese, considerato il padre della moderna classificazione scientifica degli organismi viventi, nella pubblicazione "Species Plantarum" del 1753, modificato successivamente in quello attualmente accettato Scorzoneroides autumnalis proposto dal botanico germanico Conrad Moench (1744-1805) nella pubblicazione  "Methodus Plantas Horti Botanici et Agri Marburgensis - 549" del 1794.

## Descrizione

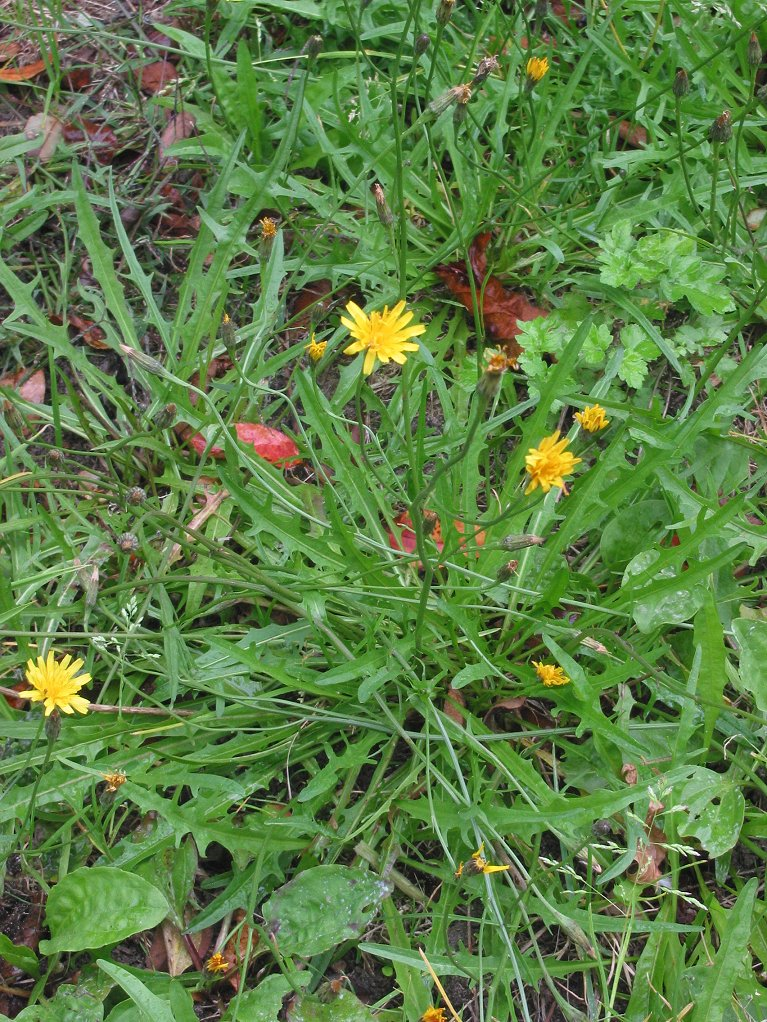
Il portamento

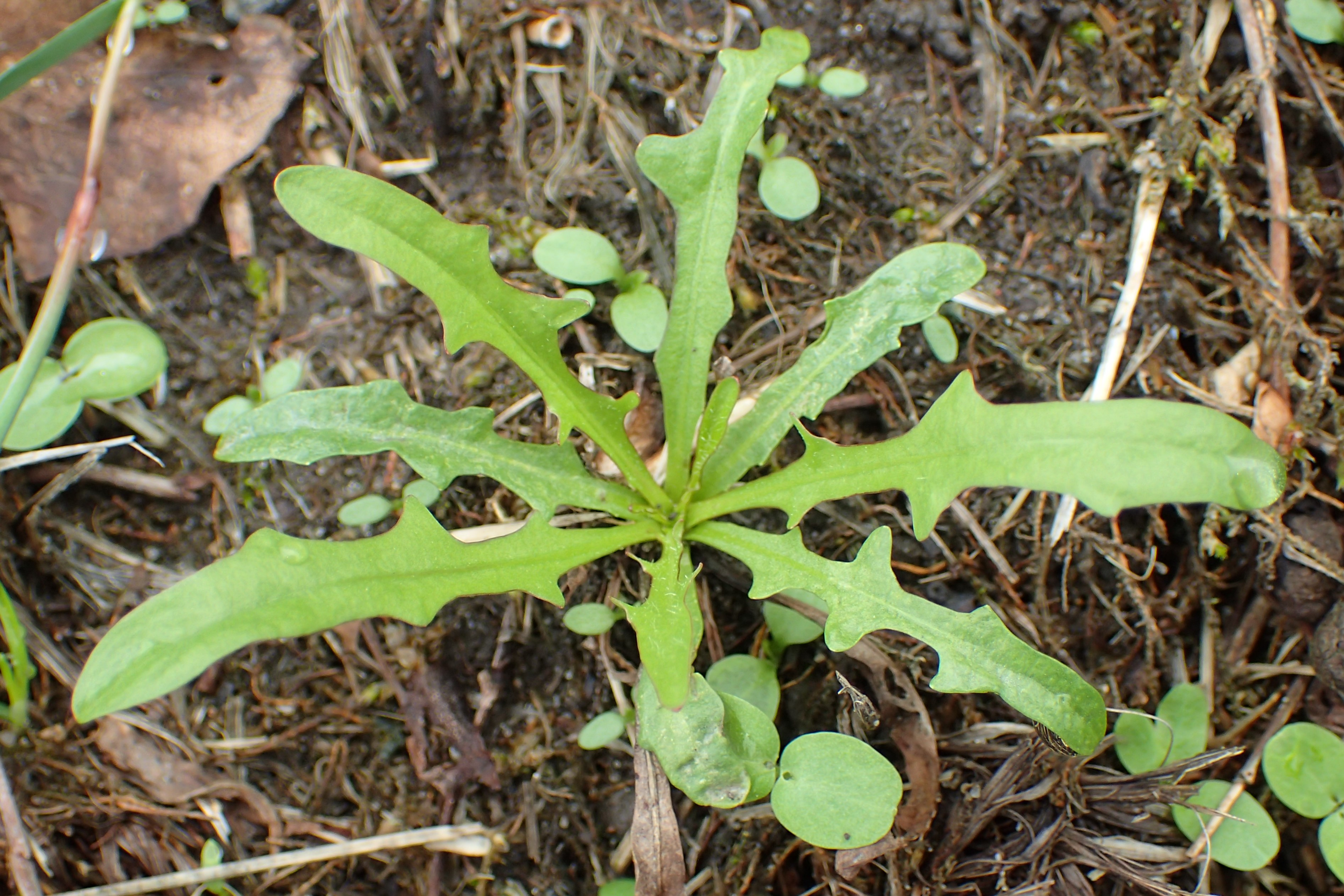
Le foglie

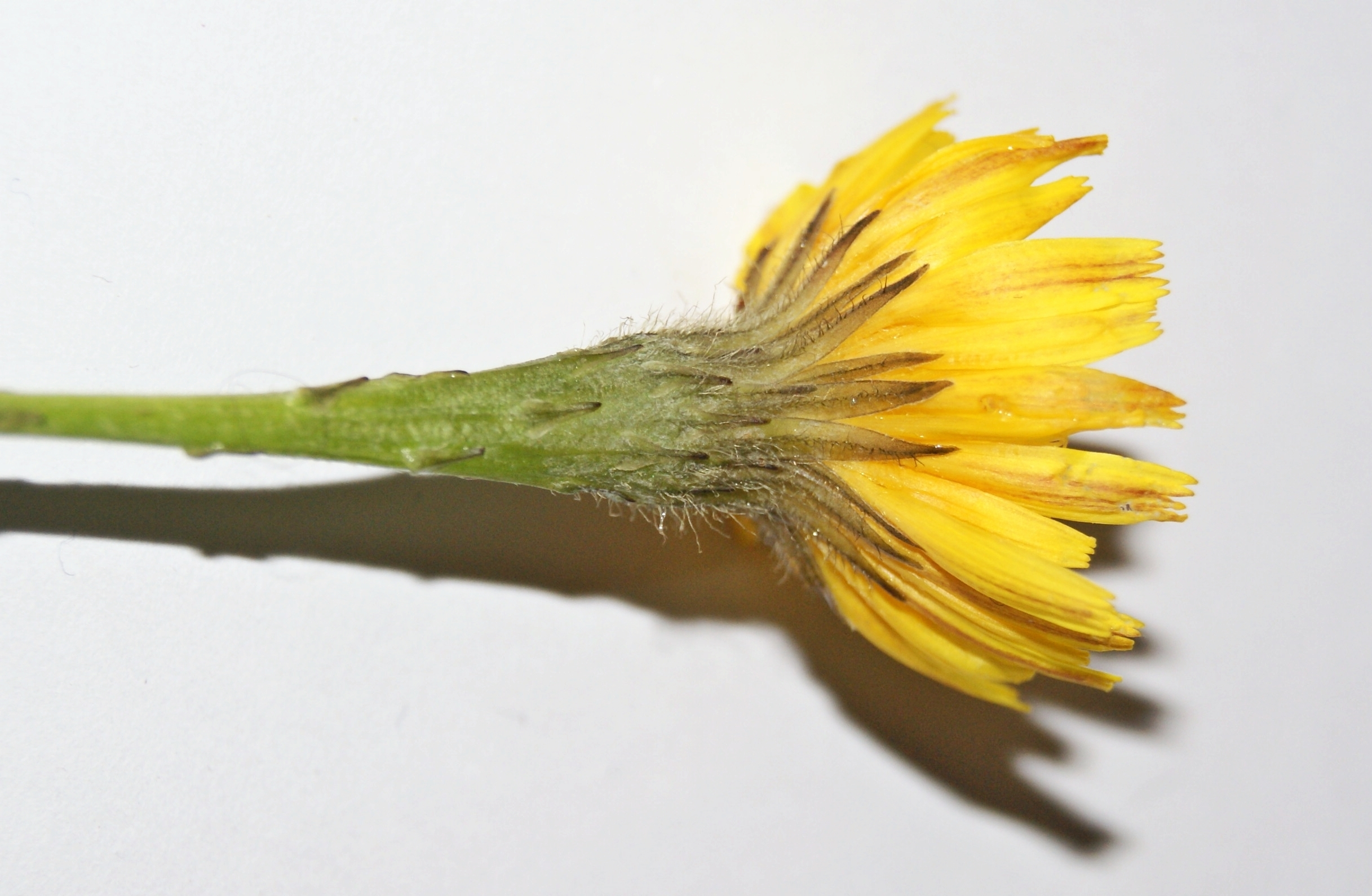
Il capolino

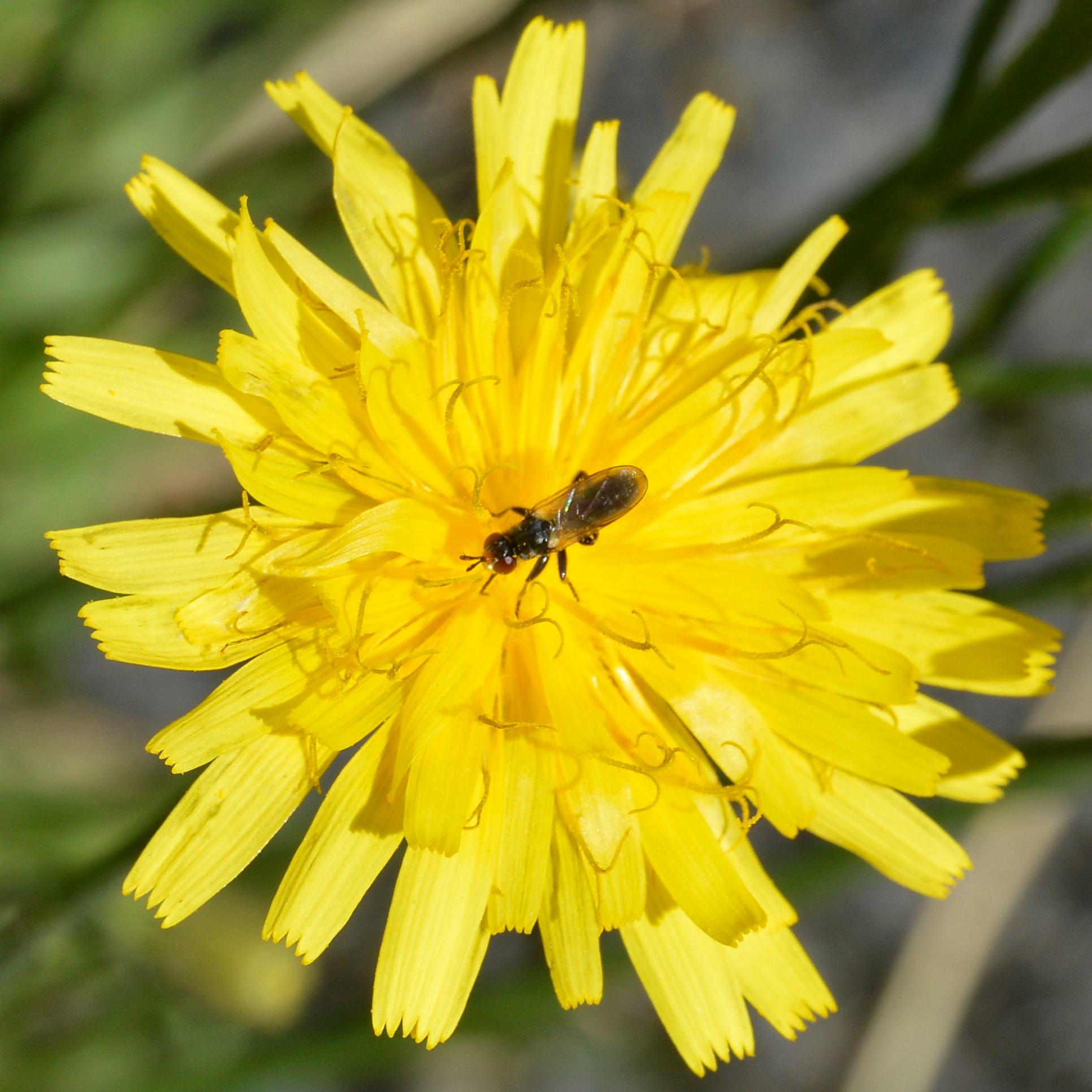
I fiori

Habitus. La forma biologica è emicriptofita rosulata (H ros), ossia sono piante perenni, con gemme svernanti al livello del suolo e protette dalla lettiera o dalla neve e con le foglie disposte a formare una rosetta basale.
Radici. Le radici sono sottili e secondarie da rizoma.
Fusto.
- Parte ipogea: la parte sotterranea consiste in un breve rizoma con andamento obliquo.
- Parte epigea: la parte aerea del fusto è eretta e ramosa con due o più capolini (ma non molti - massimo 20); in alcuni casi sotto il capolino principale è presente un secondo capolino ridotto subsessile, oppure in individui ridotti è presente un solo capolino. Il fusto è privo di brattee (se sono presenti si trovano sul peduncolo in prossimità del capolino); il fusto può essere tomentoso in prossimità dell'infiorescenza, altrimenti è glabro. L'altezza di queste piante varia da 8 a 50 cm (massimo 80 cm).

Foglie. Le foglie sono appressate al suolo. La lamina ha un contorno di tipo pennatopartito o raramente il contorno può essere sinuoso-dentellato. Il perimetro della lamina ha una forma da strettamente oblanceolato-spatolata a lineare-spatolata; la larghezza massima si ha verso l'apice della foglia. La superficie è ricoperta da peli semplici oppure è glabra. Dimensione delle foglie : larghezza 1 – 2 cm; lunghezza 5 – 20 cm.
Infiorescenza. Le infiorescenze sono composte da capolini eretti già prima dell'antesi. Se i capolini sono molti, allora sono raggruppati in sciolti corimbi. I capolini sono formati da un involucro  a forma da più o meno cilindrica a campanulata e composto da brattee (o squame) disposte su parecchie serie all'interno delle quali un ricettacolo fa da base ai fiori tutti ligulati. Le squame si dividono in esterne e in interne; quelle esterne (da 16 a 20) sono da lanceolate a strettamente triangolari, possono essere tomentose; quelle interne (da 18 a 20) a forma da lineare a strettamente lanceolate sono subglabre oppure più o meno ispide. Il ricettacolo è nudo (ossia privo di pagliette a protezione della base dei fiori). Diametro del capolino: 1 – 3 cm. Dimensioni dell'involucro: larghezza 5 mm; lunghezza 10 mm. Lunghezza delle squame interne: 10 – 12 mm.
Fiore. I fiori (da 20 a 30) sono tutti del tipo ligulato (il tipo tubuloso, i fiori del disco, presente nella maggioranza delle Asteraceae, qui è assente), sono tetra-ciclici (ossia sono presenti 4 verticilli: calice – corolla – androceo – gineceo) e pentameri (ogni verticillo ha 5 elementi). I fiori sono ermafroditi e zigomorfi.
- Formula fiorale:

*/x K {\displaystyle \infty }, [C (5), A (5)], G 2 (infero), achenio
- Calice: i sepali del calice sono ridotti ad una coroncina di squame.
- Corolla: le corolle sono formate da un tubo e da una ligula terminante con 5 denti; sono colorate di giallo-chiaro. Le corolle dei fiori periferici sono arrossate (o più scure) nella parte abassiale. Lunghezza della corolla: 10 – 15 mm.
- Androceo: gli stami sono 5 con filamenti liberi, mentre le antere sono saldate in un manicotto (o tubo) circondante lo stilo.[16] La base delle antere è acuta. Il polline è tricolporato.[17]
- Gineceo: lo stilo filiforme è verdastro e peloso sul lato inferiore; gli stigmi dello stilo sono due divergenti. La superficie stigmatica è posizionata internamente (vicino alla base).[18] L'ovario è infero uniloculare formato da 2 carpelli. Gli stili hanno un colore verdastro che poi si trasforma in nero alla disseccazione.
- Antesi: da giugno a novembre

Frutti. I frutti sono degli acheni con pappo piumoso. Gli acheni a forma cilindrica o fusiforme sono ristretti all'apice, ma privi di becco; la superficie è brevemente rugata in modo trasversale; sotto l'inserzione del pappo sono presenti dei brevi peli riflessi. Il pappo ha un colore verde-grigiastro ed è formato da setole disposte su una sola serie. Le setole sono piumose per la presenza di peli secondari persistenti fino alla maturità dell'achenio. Lunghezza dell'achenio: 4 – 7 mm. Lunghezza delle setole: 5 – 8 mm.

## Biologia
- Impollinazione: l'impollinazione avviene tramite insetti (impollinazione entomogama tramite farfalle diurne e notturne).
- Riproduzione: la fecondazione avviene fondamentalmente tramite l'impollinazione dei fiori (vedi sopra).
- Dispersione: i semi (gli acheni) cadendo a terra sono successivamente dispersi soprattutto da insetti tipo formiche (disseminazione mirmecoria). In questo tipo di piante avviene anche un altro tipo di dispersione: zoocoria. Infatti gli uncini delle brattee dell'involucro si agganciano ai peli degli animali di passaggio disperdendo così anche su lunghe distanze i semi della pianta.

## Distribuzione e habitat

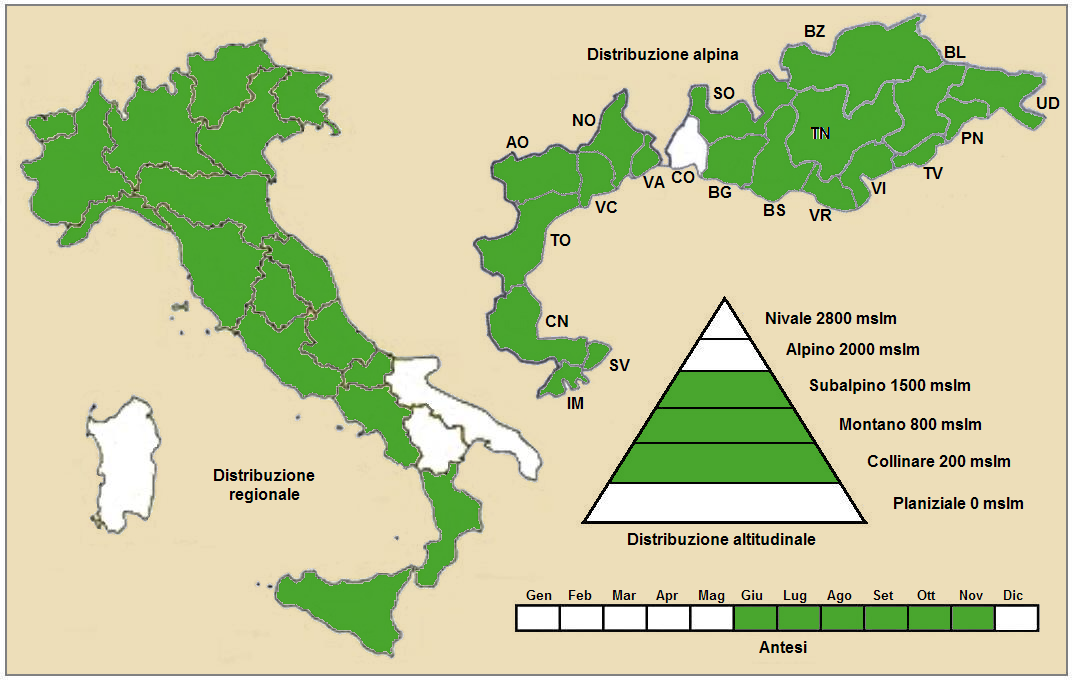
Distribuzione della pianta
(Distribuzione regionale – Distribuzione alpina)

- Geoelemento: il tipo corologico (area di origine) è Paleotemperato - Eurasiatico.
- Distribuzione: in Italia questa specie si trova comunemente al Nord; oltre confine è comune in tutta l'Europa (è assente nelle Alpi Dinariche). In altre zone si trova in Asia (Centrale, del Nord e nella Penisola Arabica) e in Africa (Marocco). In America del Nord e del Sud (zone temperate) è considerata introdotta (specie naturalizzata).[2]
- Habitat: l'habitat tipico per questa specie sono i prati falciati (fertili e concimati), i pascoli e i tappeti erbosi calpestati. Il substrato preferito è calcareo ma anche siliceo con pH basico, medi valori nutrizionali del terreno che deve essere mediamente umido.[20]
- Distribuzione altitudinale: sui rilievi queste piante si possono trovare da 100 fino a 2.600 m s.l.m.; frequentano quindi i seguenti piani vegetazionali: collinare, montano e subalpino.

### Fitosociologia

#### Areale alpino
Dal punto di vista fitosociologico alpino Scorzoneroides autumnalis appartiene alla seguente comunità vegetale:
Formazione: delle comunità delle macro- e megaforbie terrestri
Classe: Molinio-Arrhenatheretea
Ordine: Arrhenatheretalia elatioris
Alleanza: Cynosurion

#### Arale italiano
Per l'areale completo italiano la specie di questa voce appartiene alla seguente comunità vegetale:
Macrotipologia: vegetazione delle praterie
Classe: Molinio-arrhenatheretea Tüxen, 1937
Ordine: Trifolio repentis-phleetalia pratensis Passarge, 1969
Alleanza: Cynosurion cristati Tuxen, 1947
Descrizione. L'alleanza Cynosurion cristati è relativa alle praterie perenni, mesofile (falciate almeno una volta l’anno), che si sviluppano in aree collinari e montane con termotipo mediamente temperato e mediterraneo. I substrati sui quali si sviluppa questa alleanza, principalmente derivanti da rocce calcaree, marnose o arenacee, devono essere abbastanza profondi e devono avere una buona disponibilità idrica ed essere ricchi in nutrienti. La morfologia del terreno in genere è pianeggiante o debolmente pendente. La distribuzione dell'alleanza è relativa a tutta l’Europa temperata ed aree limitrofe. In Italia è più diffusa nel settore peninsulare (limite meridionale della cenosi).
Specie presenti nell'associazione:  Cynosurus cristatus, Lolium perenne, Phleum pratense, Phleum bertolonii, Anthoxanthum odoratum, Poa pratensis, Poa trivialis, Festuca pratensis, Festuca arundinacea, Trifolium repens, Trifolium pratense, Bellis perennis, Taraxacum gr. officinale e Scorzoneroides autumnalis.

## Tassonomia
La famiglia di appartenenza di questa voce (Asteraceae o Compositae, nomen conservandum) probabilmente originaria del Sud America, è la più numerosa del mondo vegetale, comprende oltre 23.000 specie distribuite su 1.535 generi, oppure 22.750 specie e 1.530 generi secondo altre fonti (una delle checklist più aggiornata elenca fino a 1.679 generi). La famiglia attualmente (2021) è divisa in 16 sottofamiglie.
Il genere Scorzoneroides comprendente 22 specie, 5 delle quali sono presenti nella flora spontanea italiana.
Il basionimo per questa specie è: Leontodon autumnalis L..

### Filogenesi
Il genere di questa voce appartiene alla sottotribù Hypochaeridinae della tribù Cichorieae (unica tribù della sottofamiglia Cichorioideae). In base ai dati filogenetici la sottofamiglia Cichorioideae è il terz'ultimo gruppo che si è separato dal nucleo delle Asteraceae (gli ultimi due sono Corymbioideae e Asteroideae). La sottotribù Hypochaeridinae fa parte del "quarto" clade della tribù; in questo clade è posizionata nel "core" del gruppo , vicina alle sottotribù Crepidinae e Chondrillinae.
Il nucleo della sottotribù Hypochaeridinae è l'alleanza Hypochaeris-Leontodon/Picris e formano (insieme ad altri generi minori) un "gruppo fratello". Rispetto a precedenti raggruppamenti delle Hypochaeridinae, diversi generi sono stati esclusi dalla circoscrizione rivista sulla base di recenti analisi filogenetiche molecolari. Il gruppo attualmente si presenta monofiletico (a parte l'enigmatica Prenanthes purpurea attualmente descritta nelle Lactucinae). Il genere di questa voce (Scorzoneroides), nell'ambito della sottotribù occupa una posizione intermedia ed è fratello" del "core" della sottotribù formato dai generi Leontodon, Picris e Helminthotheca.
Dalle analisi risulta che il genere Scorzoneroides è suddiviso in due subcladi. Il "subclade 1" comprende specie perenni e annuali distribuite dall'Europa alla Siberia occidentale; il subclade 2 comprende esclusivamente specie perenni, tipicamente monocefale (gli steli fioriti non sono ramificati) con habitat situati principalmente nelle montagne temperate europee. La specie di questa voce appartiene al primo gruppo.
I caratteri distintivi per la specie di questa voce sono:
- lo scapo è ramificato con 2 o più capolini;
- gli stili sono verdastri;
- i peli del pappo sono disposti su una sola serie tutti uguali e piumosi;
- il colore del pappo è verde-grigiastro.

Il numero cromosomico di S. autumnalis è: 2n = 12, 24.

### Sottospecie
Per questa entità sono riconosciute le seguenti sottospecie:
- Scorzoneroides autumnalis subsp. autumnalis (è la stirpe principale).
- Scorzoneroides autumnalis subsp. borealis (Ball) Greuter, 2006 - Distribuzione: dall'Italia alla Finlandia.
- Scorzoneroides autumnalis var. keretina (F.Nyl.) Väre, 2007 - Distribuzione: Europa del Nord-Est.

### Ibridi
Con la specie Scorzoneroides montana (Lam.) Holub, 1977 la pianta di questa voce forma il seguente ibrido interspecifico:
Scorzoneroides × lannesii ( Rouy ) B.Bock, 2012.

### Sinonimi
Questa entità ha avuto nel tempo diverse nomenclature. L'elenco seguente indica alcuni tra i sinonimi più frequenti:
- Apargia autumnalis (L.) Hoffm.
- Hedypnois autumnalis  (L.) Huds.
- Lactuca autumnalis  (L.) Bernh.
- Leontodon autumnalis  L.
- Oporinia autumnalis  (L.) D.Don
- Picris autumnalis  (L.) All.
- Scorzonera autumnalis  (L.) Lam.
- Taraxacum autumnale  (L.) Gueldenst. ex Ledeb.
- Virea autumnalis  (L.) Gray

Sinonimi per la sottospecie autumnalis
- Apargia autumnalis var. alpina Gaudin
- Apargia autumnalis var. salina  Aspegren
- Apargia pratensis  Link
- Hedypnois taraxaci  Huds.
- Hieracium oporinum  E.H.L.Krause
- Hieracium taraxaci  Tim. ex Rchb.
- Hieracium taraxaconis  Georgi
- Leontodon autumnalis var. cinerascens  Briq.
- Leontodon autumnalis var. coronopifolius  Lange
- Leontodon autumnalis var. dentatus  Holuby ex Schur
- Leontodon autumnalis var. latifolius  Schur
- Leontodon autumnalis var. nigrolanatus  Fr.
- Leontodon autumnalis var. pinnatifidus  Schur
- Leontodon autumnalis var. simplex  Duby
- Leontodon brachyglossus  Peterm.
- Leontodon ceretanicus  Sennen
- Leontodon contortus  Dumort.
- Leontodon glaber  Gilib.
- Leontodon gutzulorum  V.N.Vassil.
- Leontodon linkii  Wallr.
- Leontodon oligocephalus  Schur
- Leontodon pratensis  Rchb.
- Leontodon validus  Peterm.
- Oporinia pratensis  Less.
- Scorzoneroides autumnalis var. alpina  (Gaudin) Dostál
- Scorzoneroides autumnalis var. cinerascens  (Briq.) P.D.Sell
- Scorzoneroides autumnalis var. coronopifolia  (Lange) P.D.Sell
- Scorzoneroides autumnalis var. dentata  (Holuby ex Schur) P.D.Sell
- Scorzoneroides autumnalis var. latifolia  (Schur) P.D.Sell
- Scorzoneroides autumnalis var. nigrolanata  (Fr.) P.D.Sell
- Scorzoneroides autumnalis var. pinnatifida  (Schur) P.D.Sell
- Scorzoneroides autumnalis subsp. pratensis  (Link) Holub
- Scorzoneroides autumnalis subsp. pratensis  (Hornem.) Elven
- Scorzoneroides autumnalis var. pratensis  (Hornem.) P.D.Sell
- Scorzoneroides autumnalis var. salina  (Aspegren) P.D.Sell
- Scorzoneroides autumnalis var. simplex  (Duby) P.D.Sell
- Virea autumnalis var. pratensis  House

Sinonimi per la sottospecie borealis
- Leontodon autumnalis subsp. borealis Ball

Sinonimi per la varietà keretina
- Leontodon keretinus F.Nyl.
- Oporinia keretina  Walp.
- Scorzoneroides keretina  (F.Nyl.) Greuter

### Specie simili
In genere questa specie si distingue dalle altre dello stesso genere in quanto è ramosa. Può eventualmente essere confusa con la specie Scorzoneroides muelleri (Sch. Bip.) Greuter & Talavera . Quest'ultima comunque si differenzia in quanto gli acheni esterni hanno un pappo nullo.

## Altre notizie
Il dente di leone autunnale in altre lingue è chiamato nei seguenti modi:
- (DE)  Herbst-Milchkraut, Herbst-Löwenzahn
- (FR)  Liondent d'automne
- (EN)  Autumn Harwkbit